# Димитир Каличліята
Димитир Каличліята (болг. Димитър Калъчлията, справжнє і'мя Димитир Стоянов Котев, болг. Димитър Стоянов Котев, який був відомий саме як Каличліята) — відомий болгарський гайдук і воєвода, який боровся з османами за визволення Болгарії в 1840-50 рр. У своїх спогадах про роки гайдуцтва Панайот Хитов називав Димитира Каличліята одним з найзнаменитіших болгарських воєвод.

## Життєпис
Відомо, що Димитир Стоянов Котев народився у 1826 році в селі Торлак махле (нині с. Загорці).

### Гайдуцький період
Гайдуцтвував більше 12 років у Сливенській, Ямбольській, Добрицькій, Шуменській, Варненській і Великотирновській областях. Спочатку Каличліята проходив ази гайдуцтва у загоні/четі воєводи Бойчо Цеперански, але швидко сам став воєводою.
Димитир Каличліята був гарною людиною, з гордою поставою, красивими очима, великими вусами, завжди одягнений у чистий одяг і поголений навіть у дні випробувань. Він часто з своїм другом і соратником по гайдуцтву Пейо Буюкліята переховувався у криївці біля Добрича, й звідти нападав на османські каравани, які рухалися до Стамбулу. Під час Кримської війни 1853—1856 рр. він активно допомагав російським військам у Північно-Східній Болгарії, перейшовши Дунай разом з четою.
Коли пізніше Слівенський паша направив на його зловлення близько 500 вояків (низамі), то Каличліята йому передав: «Відправив ти вояків у тяжкий шлях до хаосу, тому що плати їх навіть на обувку не вистачає». Димитир у цей час об'єднався з четою турецького гайдука Солака Мустафи і продовжував свої бойові дії проти османської влади. Але сталася зрада, і Каличліята був схоплений разом з декількома своїми гайдуками та відправлений до в'язниці.

### Останні дні
На слідстві він тримався достойно, гордо і незалежно, через що навіть османські слідчі до нього ставилися з повагою. На суді в Русе судді він заявив: «Ніякого злочину я не вчиняв. Я тільки брав від багатих і давав бідним. Тому ти маєш засудити насамперед тих, хто грабують немилостиво бідний народ, а тільки потім мене». Хоча суддя й засудив його до смерті, але запропонував йому прощення, якщо Каличліята змінить свою віру. Гордий воєвода це запрошення одразу відкинув. На початку 1861 року був відправлений на шибеницю незважаючи на прохолодну погоду лише у нижній білизні, але, незважаючи на це, воєвода ішов з посмішкою та весь час жартував з вартою і катами аж до того моменту, як йому натягли на шию зашморг. Був похований після страти у дворі русенської церкви «Св. Георги».

## Пам'ять про воєводу
Відомий болгарський революціонер Никола Обретенов писав про Каличліята:
 Він переслідував і карав тих турків, так і болгар, які катували своїх братів. Був відомим захисником болгар, будував в селах церкви, питні фонтани, колодязі, допомагав бідним і калікам, і тому болгари його сильно любили і переховували взимку чергуючи між собою
.
На честь воєводи названа вулиця у Добричі, були народом створені численні пісні й оповідки.